# René Bauwens
René Bauwens (ur. 11 marca 1894, zm. 29 sierpnia 1959) – belgijski pływak i waterpolista z początków XX wieku, medalista igrzysk olimpijskich. Medalista Igrzysk Olimpijskich w Antwerpii oraz uczestnik Igrzysk Olimpijskich w Amsterdamie